# كأس النرويج 1991
كأس النرويج 1991 (بالنرويجية: Norgesmesterskapet i fotball for menn 1991)‏ هو الموسم 86 من كأس النرويج. أشرف على تنظيمه اتحاد النرويج لكرة القدم، وكان عدد الأندية المشاركة فيه 32، وفاز فيه نادي سترومسغودست لكرة القدم.